# 永樂寺
永樂寺位於四川省成都市邛崍市，文物遺址年代判定為明、唐。2002年12月27日公佈為四川省第六批省級文物保護單位。